# هاريسون لأساسيات الطب الباطني
كتاب هاريسون لأساسيات الطب الباطني (بالإنجليزية: Harrison's Principles of Internal Medicine)‏ هو كتاب تدريسي أمريكي في الطب الباطني.
صدرت الطبعة الأولى من الكتاب عام 1950، أما النسخة الحالية الثامنة عشر فصدرت عام 2011 في جزئين.
يعد الكتاب المصدر الأبرز المعتمد بين أطباء الطب الباطني والأطباء المتدربين وطلاب كليات الطب. ويعد الكتاب الأبرز بين كتب الطب.
الكتاب يحمل اسم تينسلي راندولف هاريسون (من برمنغهام في ألاباما) والذي كان رئيس تحرير الطبعات الخمس الأولى من الكتاب.

## تاريخ إصدار الطبعات

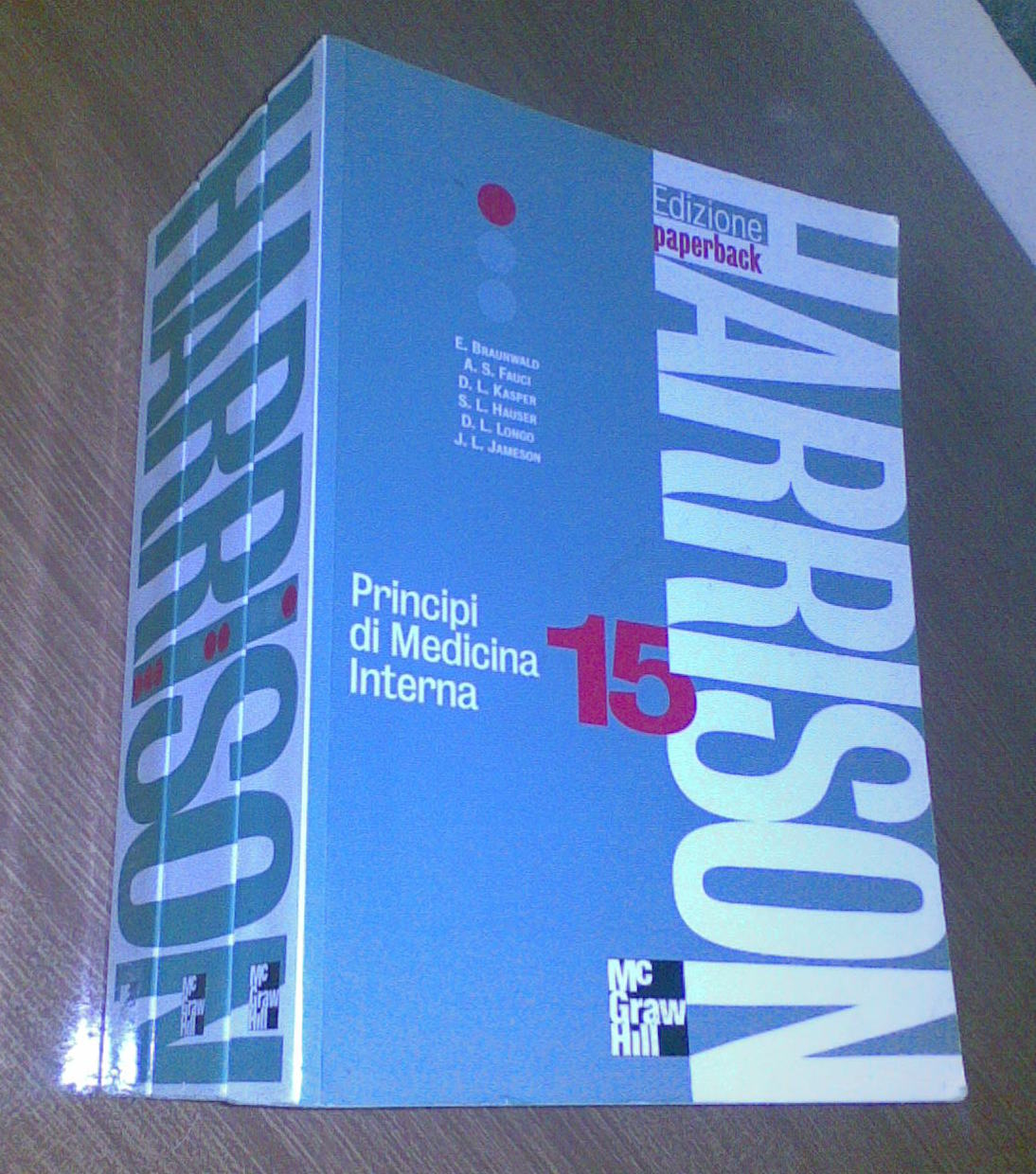
غلاف الطبعة الخامسة عشر بنسختها الإيطالية

- الطبعة الأولى: 1950
- الطبعة الثانية: 1954
- الطبعة الثالثة: 1958
- الطبعة الرابعة: 1962
- الطبعة الخامسة: 1966
- الطبعة السادسة: 1970
- الطبعة السابعة: 1974
- الطبعة الثامنة: 1977
- الطبعة التاسعة: 1980
- الطبعة العاشرة: 1983
- الطبعة الحادية عشر: 1987
- الطبعة الثانية عشر: 1991
- الطبعة الثالثة عشر: 1994
- الطبعة الرابعة عشر: 1998
- الطبعة الخامسة عشر: 2002
- الطبعة السادسة عشر: 2005
- الطبعة السابعة عشر: 2008
- الطبعة الثامنة عشر: 2011
- الطبعة التاسعة عشر: 2015
- الطبعة العشرون: 17 أغسطس 2018.[3]

## روابط خارجية
- الموقع الرسمي للكتاب